# St John's College, Oxford
St John's College är ett college vid Oxfords universitet i England, beläget vid St Giles' i norra delen av Oxfords historiska stadskärna. Colleget grundades 1555 av sir Thomas White, som var en välbärgad köpman från London.
Hans syfte med colleget var att ge romerska katoliker en chans att vidareutbilda sig; White ville ge sitt stöd till den motreformation som genomfördes i England under Maria I:s regeringstid. År 2010 var St John's College det rikaste colleget i Oxford. Collegets förmögenhet härstammar till stor del från dess historiska landegendomar utanför Oxford, idag exploaterade som tomtmark i Oxfords förstäder.

## Kända alumner
- Kingsley Amis, författare.
- Tony Blair, Labourpolitiker och premiärminister.
- Edmund Campion, jesuit och katolskt helgon.
- George Cave, konservativ politiker.
- Evan Davis, journalist.
- Akishino, japansk prins.
- Robert Graves, poet och författare.
- Alfred Edward Housman, poet.
- William Juxon, ärkebiskop av Canterbury.
- John Lanchester, journalist.
- Philip Larkin, poet.
- William Laud, ärkebiskop av Canterbury.
- Timothy Mo, författare.
- Rhodri Morgan, Labourpolitiker.
- Gilbert Murray, filolog och liberal politiker.
- Lester B. Pearson, kanadensisk liberal politiker och premiärminister.
- Dean Rusk, amerikansk politiker och utrikesminister.
- James Shirley, skådespelsförfattare.
- Peter Frederick Strawson, filosof.
- Abhisit Vejjajiva, thailändsk politiker.
- Stephen Wolfram, kärnfysiker, matematiker och IT-entreprenör.
- Kommissarie Morse, fiktiv poliskommissarie.